# حسين ياسين
حسين ياسين (مواليد 1943) كاتب فلسطيني من مواليد قرية عرابة البطوف شمال الجليل. درس الاقتصاد وتدقيق الحسابات في جامعة لنينغراد وجامعة حيفا. حصل على شهادة في التأمين من كلية تل أبيب عام 1993. كان يعمل كمحاسب، تقاعد في عام 2010، ويعيش الآن في القدس. كتب ثلاث روايات: مصابيح الدجى (2006)، ضحى (2012) وعلي: قصة رجل مستقيم (2017) ، وآخرهما رشح لجائزة البوكر العربية.

## كتب
| الاسم               | دار النشر                       | تاريخ النشر    | عدد الصفحات | ردمك ISBN              | المصدر |
| ------------------- | ------------------------------- | -------------- | ----------- | ---------------------- | ------ |
| مصابيح الدجى        |                                 | 2006           | 245         |                        | [ 2 ]  |
| ضحى                 | المؤسسة العربية للدراسات والنشر | 2012           | 312         | (ردمك 139786144190579) | [ 3 ]  |
| علي: قصة رجل مستقيم | دار الرعاة للدراسات والنشر      | 2017           | 319         | (ردمك 9789957601027)   | [ 4 ]  |
| اشتباك              | مكتبة أزبكية عمان               | 27 ديسمبر 2020 | 286         |                        | [ 6 ]  |

## علي
يروي الكاتب حسين ياسين في هذه الرواية حكاية المتطوعين الفلسطينيين في الحرب الأهلية الإسبانية ما بين عامي 1939-1936. «على»، بطل الرواية، يصبح قائدا عسكريًا متميزًا.